# Inhambanella
Genre
Classification phylogénétique
Inhambanella est un genre de plantes à fleurs de la famille des Sapotaceae. Ce sont des arbres et des arbustes originaires d'Afrique du Sud.

## Quelques espèces
- Inhambanella henriquezii
- Inhambanella natalensis

## Description
.